# マット・ボマー
マット・ボマー（英: Matt Bomer、本名: Matthew Staton Bomer、1977年10月11日 - ）は、アメリカ合衆国の俳優である。テレビドラマ『トゥルー・コーリング』のルーク、『ホワイトカラー』のニール・キャフリー役で知られている。
「ホワイトカラー」以前は「Matthew Bomer」とクレジットされていたが、「ホワイトカラー」以降からは「Matt Bomer」というクレジットに変更された。
以前の表記は、マシュー・ボーマーとマシュー・ボマーが混在していたが、現在もマット・ボーマーとマット・ボマーが混在している。マット本人の発音に基づいた、「Bomer」の表記はボーマーである。

## 来歴

### 生い立ち
ミズーリ州グレーター・セントルイスのウェブスター・グルーブズで、父ジョン・オニール・ボーマー四世と、母エリザベス・メイシーの間の3人の子供の一人として生まれ、スプリング（テキサス州）で育った。
リー・ペイスとリン・コリンズが同級生であった、クライン高校に進学し、マットとリーは一緒にヒューストンのアレー・シアターで演劇に関わっていた。高校卒業後、ペンシルベニア州にあるカーネギーメロン大学に進学し、2001年に卒業した。

### キャリア
2000年にアメリカ合衆国のソープオペラ『オール・マイ・チルドレン』に端役で出演をしたのをきっかけに、2002年から2003年にかけて『ガイディング・ライト』に数話出演した。その後2003年から2004年には『トゥルー・コーリング』で主役のエリザ・ドゥシュクの恋人役でレギュラー出演し、2005年にはジョディ・フォスター主演の映画『フライトプラン』に出演した。
2007年から2009年までテレビドラマ『CHUCK/チャック』にゲスト出演後、2009年から2014年にかけて『ホワイトカラー』に、主役の天才詐欺師ニール・キャフリー役で出演した（2013年からはプロデューサーを兼任）。
2014年には『ノーマル・ハート』で第72回ゴールデングローブ賞最優秀助演男優賞（ミニシリーズ・テレビ映画部門）を受賞した。
2018年にはテレビドラマ『アメリカン・クライム・ストーリー/ヴェルサーチ暗殺』の第8話「創造者/破壊者」で演出家デビューした。

### 私生活
2011年3月にキット、ウォーカー、ヘンリーという3人の子供がいることを公表。3人ともボマーと血縁上の繋がりはなく、ウォーカーとヘンリーはパブリシスト事務所スレートPRの社長サイモン・ホールズが代理母出産で得た子供である。
長らくサイモンとの関係を明かさなかった。2010年の取材でも、「噂については気にしていないし、自分は幸せで自身の人生に満足している。様々な人間関係があって、『ホワイトカラー』の全部が自分にかかっている。」と答えを回避していた。が、2012年2月に活動家スティーヴ・チェイスが主催する人道的活動に関する賞の授賞スピーチで、サイモンを「家族」（パートナー）であると公表した。
2013年に『フィフティ・シェイズ・オブ・グレイ』の映画化にあたって、9月1日に主な配役が発表されたが、クリスチャン・グレイ役を希望して署名活動をしたファンに対して、9月5日にET ONLINEで「ファンには感謝しているが、今の配役を支持する。」とコメントした。
2014年米雑誌『ディテイルズ』誌でのインタビューで「(『ノーマル・ハート』の作家ラリー・クレイマーがいなかったら)僕は今多くの権利を享受できていなかっただろう。まず一番に頭に浮かぶのは(同性)結婚だ。」と語り、自身が2011年に長年のパートナーのサイモン・ホールズと結婚したことを公にした。
趣味として、フットボール、野球やテニス、またギターを弾くことを挙げている。

## 主な出演作品

### 映画
| 年   | 題名                                                                        | 役名                          | 備考                   | 吹き替え |
| ---- | --------------------------------------------------------------------------- | ----------------------------- | ---------------------- | -------- |
| 2005 | フライトプラン Flightplan                                                   | エリック                      |                        |          |
| 2006 | テキサス・チェーンソー ビギニング The Texas Chainsaw Massacre:The Beginning | エリック                      | 藤田大助               |          |
| 2011 | TIME/タイム In Time                                                         | ヘンリー・ハミルトン          | 小松史法               |          |
| 2012 | マジック・マイク Magic Mike                                                 | ケン                          | 田村真                 |          |
| 2013 | スーパーマン:アンバウンド Superman: Unbound                                 | スーパーマン/クラーク・ケント | ビデオアニメ、声の出演 |          |
| 2014 | ニューヨーク 冬物語 Winter's Tale                                           | ピーターの父                  |                        |          |
| 2014 | スペース・ステーション76 Space Station 76                                   | テッド                        | 高橋広樹               |          |
| 2015 | マジック・マイクXXL Magic Mike XXL                                          | ケン                          | 田村真                 |          |
| 2016 | ナイスガイズ! The Nice Guys                                                 | ジョン・ボーイ                | 森宮隆                 |          |
| 2016 | マグニフィセント・セブン The Magnificent Seven                              | マシュー・カレン              | 森田了介               |          |
| 2018 | ジョナサン -ふたつの顔の男- Jonathan                                        | ロス・クレイン                | 手塚ヒロミチ           |          |
| 2020 | ボーイズ・イン・ザ・バンド The Boys in the Band                             | ドナルド                      | 高橋広樹               |          |
| 2023 | マジック・マイク ラストダンス Magic Mike's Last Dance                       | ケン                          | 田村真                 |          |
| 2023 | マエストロ: その音楽と愛と Maestro                                          | デヴィッド・オッペンハイム    | [ 17 ]                 | 高橋広樹 |

### テレビドラマ
| 年          | 題名 | 役名                              | 備考                                                                          | 吹き替え           |
| ----------- | --- | --------------------------------- | ----------------------------------------------------------------------------- | ------------------ |
| 2000        | オール・マイ・チルドレン All My Children                                                                    | イアン・キプリング                | Episode #1.7975に出演                                                         |                    |
| 2002        | 遺跡ハンター Relic Hunter                                                                                   | ドライバーのエージェント          | 「Fire in the Sky」の回に出演、クレジットなし                                 |                    |
| 2002-2003   | ガイディング・ライト The Guiding Light                                                                      | ベン・リード                      | 合計7話に出演                                                                 |                    |
| 2003-2004   | トゥルー・コーリング Tru Calling                                                                            | ルーク・ジョンストン              | 合計17話に出演                                                                | 佐藤晴男           |
| 2007        | Traveler | Jay Burchell                      | 合計8話に出演                                                                 | N/A                |
| 2007-2009   | CHUCK/チャック Chuck                                                                                        | ブライス・ラーキン                | 合計7話に出演                                                                 | 中谷一博           |
| 2009-2014   | ホワイトカラー White Collar                                                                                 | ニール・キャフリー                | 合計81話に出演                                                                | 高橋広樹           |
| 2012        | glee/グリー Glee                                                                                            | クーパー・アンダーソン            | 「Big Brother」の回に出演                                                     | 高橋広樹           |
| 2013        | New Normal おにゅ〜な家族のカタチ The New Normal                                                            | モンティ                          | 「The Goldie Rush」の回に出演                                                 |                    |
| 2014        | ノーマル・ハート The Normal Heart                                                                           | フェリックス・ターナー            | テレビ映画 ゴールデングローブ賞助演男優賞（ミニシリーズ・テレビ映画部門）受賞 | （吹き替え版なし） |
| 2014        | アメリカン・ホラー・ストーリー:怪奇劇場 American Horror Story:Freak Show                                    | アンディ                          | 「Pink Cupcakes」の回に出演                                                   |                    |
| 2015-2016年 | アメリカン・ホラー・ストーリー:ホテル American Horror Story:Hotel                                           | ドノヴァン                        | 合計9話に出演                                                                 | 高橋広樹           |
| 2016-2017年 | ラスト・タイクーン The Last Tycoon                                                                          | モンロー・スター                  | 合計9話に出演                                                                 | 前田一世           |
| 2018        | アメリカン・クライム・ストーリー/ヴェルサーチ暗殺 The Assassination of Gianni Versace: American Crime Story | -                                 | 第8話監督                                                                     | N/A                |
| 2018        | TITANS/タイタンズ Titans                                                                                    | ラリー・トレイナー                | 「Doom Patrol」の回に声の出演                                                 | 高橋広樹           |
| 2018-2020   | ふたりは友達? ウィル&グレイス Will & Grace                                                                  | マッコイ・ホイットマン            | 合計6話に出演                                                                 |                    |
| 2019        | ドゥーム・パトロール Doom Patrol                                                                            | ラリー・トレイナー/ネガティブマン | [ 18 ]                                                                        | 高橋広樹           |
| 2020        | The Sinner -隠された理由- The Sinner                                                                        | ジェイミー                        | [ 19 ]                                                                        | 高橋広樹           |
| 2021        | American Horror Stories                                                                                     | Michael Winslow                   | [ 20 ]                                                                        |                    |
| 2022        | エコーズ Echoes                                                                                             | Jack Beck                         | [ 21 ]                                                                        |                    |
| 2024        | フェロー・トラベラーズ Fellow Travelers                                                                     | ホーキンス・フラー                | エグゼクティブ・プロデューサーとしても参加                                    | 新垣樽助           |
| 2025        | ミッドセンチュリーモダン Mid-Century Modern                                                                 | ジェリー・フランク                | メインキャストのひとり                                                        |                    |

### シアター
| 上演年 | 題名          | 役名             | 備考                                                           |
| ------ | ------------- | ---------------- | -------------------------------------------------------------- |
| 2003   | Roulette      | Jock             | Powerhouse Theater (2003年8月1～3日)                           |
| 2007   | Villa America | Ernest Hemingway | Williamstown Theatre Festival, Nikos Stage (2007年7月11～22日) |
| 2011   | 8             | Jeff Zarrillo    | Eugene O'Neill Theatre (2011年9月19日)                         |
| 2012   | 8             | Jeff Zarrillo    | Wilshire Ebell Theatre (2012年3月3日)                          |